# Сокольне
Сокольне (пол. Sokolne) — село в Польщі, у гміні Новинка Августівського повіту Підляського воєводства.
Населення — 64 особи (2011).
У 1975-1998 роках село належало до Сувальського воєводства.

## Демографія
Демографічна структура станом на 31 березня 2011 року:
|          | Загалом | Допрацездатний вік | Працездатний вік | Постпрацездатний вік |
| -------- | ------- | ------------------ | ---------------- | -------------------- |
| Чоловіки | 34      | 7                  | 20               | 7                    |
| Жінки    | 30      | 4                  | 19               | 7                    |
| Разом    | 64      | 11                 | 39               | 14                   |